# Mad Butcher Records
Mad Butcher Records är ett tyskt skivbolag som inriktar sig framför allt på ska-, punk- och soulmusik. Bolaget har en stark antifascistisk prägel och samarbetar idag med ungefär 30 band. Bolaget släpper varje år sedan 2001 ut ett kompilationsalbum med ska-musik från hela världen, under titeln Skannibal Party.